# Giáo phận Incheon
Giáo phận Incheon (tiếng Hàn Quốc: 천주교 인천교구; tiếng Latinh: Dioecesis Inchonensis) là một giáo phận của Giáo hội Latinh trực thuộc Giáo hội Công giáo Rôma có tòa giám mục đặt tại Incheon, Hàn Quốc. Giáo phận là một giáo phận trực thuộc Tổng giáo phận Seoul.

## Địa giới
Địa giới giáo phận bao gồm các thành phố Incheon, Gimpo, Bucheon, Siheung (một phần) và Ansan thuộc tỉnh Gyeonggi ở Hàn Quốc.
Nhà thờ chính tòa của giáo phận là Nhà thờ chính tòa thánh Phaolô hay còn gọi là Nhà thờ Dapdong ở thành phố Incheon, cũng là nơi đặt tòa giám mục của giáo phận.
Giáo phận được chia thành 129 giáo xứ.

## Lịch sử
Hạt Đại diện Tông tòa Incheon được thành lập vào ngày 6/6/1961  theo tông sắc Coreanae nationis orae của Giáo hoàng Gioan XXIII, trên phần lãnh thổ tách ra từ Giáo phận Seoul.
Vào ngày 10/3/1962 Hạt Đại diện Tông tòa được nâng cấp thành một giáo phận theo tông sắc Fertile Evangelii semen của Giáo hoàng Gioan XXIII.

## Giám mục quản nhiệm
Các giai đoạn trống tòa không quá 2 năm hay không rõ ràng bị loại bỏ.
- William John McNaughton, M.M. † (6/6/1961  - 25/4/2002 từ nhiệm)
- Bônifaciô Choi Ki-San † (25/4/2002 thừa kế chức vụ - 30/5/2016 qua đời)
- Gioan Baotixita Jung Shin-chul, từ 10/11/2016

## Thống kê
Đến năm 2021, giáo phận có 522.320 giáo dân trên dân số tổng cộng 4.401.357, chiếm 11,9%.
| Năm  | Dân số   | Dân số    | Dân số | Linh mục      | Linh mục       | Linh mục      | Linh mục                | Phó tế | Tu sĩ     | Tu sĩ    | Giáo xứ |
| Năm  | giáo dân | tổng cộng | %      | linh mục đoàn | linh mục triều | linh mục dòng | tỉ lệ giáo dân/linh mục | Phó tế | nam tu sĩ | nữ tu sĩ | Giáo xứ |
| ---- | -------- | --------- | ------ | ------------- | -------------- | ------------- | ----------------------- | ------ | --------- | -------- | ------- |
| 1970 | 54.983   | 951.662   | 5,8    | 29            | 10             | 19            | 1.895                   |        | 28        | 95       | 17      |
| 1980 | 79.290   | 1.491.484 | 5,3    | 50            | 28             | 22            | 1.585                   |        | 39        | 167      | 33      |
| 1990 | 202.562  | 2.709.130 | 7,5    | 85            | 52             | 33            | 2.383                   |        | 62        | 329      | 56      |
| 1999 | 327.866  | 3.553.613 | 9,2    | 141           | 100            | 41            | 2.325                   |        | 65        | 464      | 72      |
| 2000 | 340.008  | 3.609.282 | 9,4    | 157           | 110            | 47            | 2.165                   |        | 78        | 479      | 77      |
| 2001 | 353.219  | 3.674.009 | 9,6    | 165           | 120            | 45            | 2.140                   |        | 85        | 509      | 80      |
| 2002 | 363.681  | 3.657.511 | 9,9    | 167           | 128            | 39            | 2.177                   |        | 75        | 525      | 81      |
| 2003 | 372.213  | 3.686.925 | 10,1   | 177           | 134            | 43            | 2.102                   |        | 92        | 504      | 85      |
| 2004 | 375.313  | 3.753.748 | 10,0   | 181           | 138            | 43            | 2.073                   |        | 87        | 523      | 90      |
| 2006 | 397.256  | 4.240.000 | 9,4    | 200           | 168            | 32            | 1.986                   |        | 152       | 520      | 102     |
| 2013 | 465.496  | 4.516.050 | 10,3   | 293           | 247            | 46            | 1.588                   |        | 138       | 631      | 118     |
| 2016 | 496.364  | 4.361.610 | 11,4   | 309           | 259            | 50            | 1.606                   |        | 135       | 632      | 122     |
| 2019 | 517.105  | 4.433.292 | 11,7   | 345           | 290            | 55            | 1.498                   |        | 113       | 628      | 127     |
| 2021 | 522.320  | 4.401.357 | 11,9   | 358           | 295            | 63            | 1.458                   |        | 95        | 574      | 129     |